# Aliskiren
Aliskiren (varunamn Tekturna i USA och Rasilez i resten av världen) är det första läkemedlet i en ny klass som kallas direkta reninhämmare (DRI). Aliskiren används för att sänka ett för högt blodtryck. Den fasta kombinationen Rasilez HCT (aliskiren/hydroklortiazid) består av de två läkemedlen aliskiren och hydroklortiazid och används också för att sänka blodtrycket.
Renin-angiotensin-aldosteron-systemet (RAAS-systemet) är centralt när det gäller att kontrollera blodtrycket. Enzymet renin klyver proteinet angiotensinogen till det mindre proteinet angiotensin I som sedan via ACE (angiotensin converting enzyme) bildar angiotensin II. Angiotensin II kan binda till olika receptorer, bl.a. AT-1-receptorn, och därigenom få muskulaturen kring blodkärlen att dra ihop sig och blodtrycket att stiga. Angiotensin II ökar också bildningen av aldosteron. Aldosteron får vätska och salter att stanna kvar i njurarna och ökar på det sättet blodtrycket.
Vid normala förhållanden är bildningen av angiotensin i balans och resulterar inte i för höga blodtrycksnivåer. Men genom arv, stress, rökning, kost eller annan påverkan kan systemet komma i obalans och behöva korrigeras med hjälp av läkemedel.
Aliskiren hämmar bildningen av angiotensin och på så sätt undviks förhöjda koncentrationer som kan höja blodtrycket.    
Hydroklortiazid är ett diuretikum, ett salt- och vätskedrivande läkemedel som minskar blodets innehåll av vatten. Med mindre vatten minskar volymen av blodet och trycket i blodkärlen sjunker.    
Kombinationen av dessa två läkemedelsklasser i en tablett är fördelaktig eftersom de tillsammans har en bra effekt på blodtrycket.